# Phạm Tuân
Phạm Tuân (Quốc Tuấn, 14 de febrer de 1947) és un aviador de combat i astronauta vietnamita. Va ser la primera persona asiàtica (sense comptar els territoris asiàtics de la Unió Soviètica) a visitar l'espai exterior.
Actualment és tinent general retirat, director del Departament General d'Indústria de Defensa, així com membre no electe de l'Assemblea Nacional del Vietnam. És també membre del Partit Comunista del Vietnam. Està casat i té dos fills.

## Biografia
Va néixer a Quốc Tuan, a la província de Thái Bình de la República Democràtica del Vietnam, el 14 de febrer de 1947. Es va unir a la Força Aèria Popular Vietnamita (VPAF) el 1965, en plena Guerra del Vietnam. Més tard va ser comissionat com a oficial de combat. Va realitzar missions d'intercepció en un avió de combat Mikoian-Gurévitx MiG-21 durant la guerra contra les Forces Aèries dels Estats Units d'Amèrica.
Va rebre nombroses distincions d'alt rang pel seu servei durant l'Operació Linebacker II, incloent l'Orde de Ho Chi Minh. També va ser condecorat amb l'Orde de Lenin i amb el títol d'Heroi de la Unió Soviètica. Va aconseguir el rang de general major a la VPAF abans de la seva eventual formació per a ser enginyer d'investigació en el programa espacial soviètic conjunt del Vietnam i la Unió Soviètica.
L'1 d'abril de 1979 va ser seleccionat com a membre de la tripulació internacional per al sisè programa Interkosmos. El cosmonauta de suport va ser Bùi Thanh Liêm. Phạm, juntament amb el cosmonauta soviètic Víktor Gorbatkó, va ser llançat des del cosmòdrom de Baikonur el 23 de juliol de 1980 a bord del vol espacial tripulat Soiuz 37. Estaven al servei de l'estació espacial orbital Saliut 6. Durant el seu temps en òrbita, va dur a terme experiments sobre fusió de mostres de minerals en condicions de microgravetat. També va dur a terme experiments amb plantes Azolla, així com fotografies des de l'òrbita al Vietnam amb fins cartogràfics.
Va estar en l'espai 7 dies, 20 hores i 42 minuts. Va completar 142 òrbites, i va ser retornat a la Terra el 31 de juliol de 1980. També va participar en la missió Soiuz 36.